# 숙의 민주주의
숙의 민주주의(熟議民主主義, deliberative democracy)는 심의 민주주의(discursive democracy)라고도 불린다. 숙의 민주주의 또는 심의 민주주의란 숙의(deliberation)가 의사결정의 중심이 되는 민주주의 형식이다. 이것은 합의적(consensus) 의사결정과 다수결 원리의 요소를 모두 포함한다. 숙의 민주주의에서 법을 정당화하는 가장 중요한 요건은 단순한 투표를 넘어선 실제적인 숙의라는 점에서 전통적 민주주의 이론과 다르다.
숙의 민주주의는 대의 민주주의와 직접 민주주의 모두와 양립할 수 있다. 어떤 전문가들과 이론가들은 이 용어를, 그 구성원들이 권한을 불평등하게 배분하지 않고 법안을 실제적으로 숙의하는 대의기구들을 아우르는 데 사용한다. 반면에 다른 이론가들은 전적으로, 직접 민주주의에서 일반 시민들(lay citizens)에 의한 직접적인 의사결정을 지칭하는 데 이 용어를 사용한다.
"숙의 민주주의"라는 용어는 “Joseph M. Bessette가 1980년 저술한 <숙의 민주주의: 공화 정부에서 다수 원리>(Deliberative Democracy: The Majority Principle in Republican Government)에서 처음으로 사용하였다.

## 개관
숙의 민주주의는 민주적 결정이 적법하기 위해서는, 단지 투표에서 나타나는 선호도의 총합이 아니라, 실제적인 숙의가 선행되어야 한다고 간주한다. 실제적 숙의란, 이를테면 경제적 부나 또는 이해 집단들의 지원을 통해 의사결정자들이 보유하는, 정치적 권한의 불평등함 사이에서 이루어지는 숙의이다. 의사결정자들이 어떤 제안에 대해 실제적으로 숙의한 후에 합의에 도달할 수 없다면, 그들은 다수결 원리라는 형식으로 그 제안에 대해 투표한다.
숙의 민주주의에는 대의기구가 있다. 엘리트 숙의 민주주의(elitist deliberative democracy)에서 입법부와 법원들과 같은 모임에 적용된다; 대중적(populist) 숙의 민주주의에서 숙의 민주주의 원리들은 의사결정을 위임 받은 일반 시민들의 모임에 적용된다. 대중적 숙의 민주주의의 한 가지 목적은 사회 이슈들에 관하여 구속력뿐 아니라 보다 일반 여론을 도출(distill)하는데 사용될 수 있다; 숙의 여론조사(deliberative opinion poll)와 같은 수단들은 이러한 목표를 달성하는데 설계되어왔다. 대중적 숙의 민주주의의 또 다른 목적은 직접 민주주의 형태로 역할 할 수 있다는 것이다. 숙의는 일반 시민들의 모임 가운데 “공공의 의지”를 형성하고 구속력 있는 법을 직접 만들게 된다. 정치적 결정들이 국민 스스로 또는 그들에 의해 선출된 대표자들에 의하지 않고 숙의에 의해 만들어지면, 거기에는 민주적 요소가 없게 된다; 이러한 숙의 과정은 엘리트 숙의(elite deliberation)라고 불린다.

## 특징들

### 피쉬킨(Fishkin)의 숙의 모델
제임스 피쉬킨(James Fishkin)은 여러 나라들에서 15년 이상 숙의 민주주의의 실천적 이행을 설계해왔다. 그는 5개의 특징들을 적법한 숙의를 위한 필수 요소로 묘사한다.
- 정보(Information): 정확하고 관련된 데이터는 모든 참여자들에게 자유롭게 이용되도록 만들어진다.
- 실질적 균형(Substantive balance): 서로 다른 입장들은 그것들을 뒷받침하는 증거들에 기반하여 비교된다.
- 다양성(Diversity): 가까운 현실 문제와 관련되고 대중에 의해 제기된 모든 중요한 입장들이 고려된다.
- 양심성(Conscientiousness): 참여자들은 모든 논쟁들을 진지하고 신중하게 평가한다.
- 동등한 고려(Equal consideration): 관점들은, 특정한 관점을 옹호하고 있는 사람이 아니라, 증거에 기반하여 평가된다.

피쉬킨의 숙의 민주주의에 대한 정의에서는, 일반 시민들이 의사결정 과정, 그리하여 직접 민주주의의 특수한 아류형을 만드는 데 참여해야 한다.

### 코엔(Cohen)의 개요
존 롤스(John Rawls)의 제자인 Joshua Cohen은 1989년 The Good Polity에 수록된 “숙의와 민주적 적법성”(Deliberation and Democratic Legitimacy)에서 자신이 생각하는, 숙의 민주주의 이론의 기본 원리들을 구성하는 조건들을 다음과 같이 요약했다.
1. 기대되는 지속과 함께, 진행 중인 독립된 연합
2. 민주주의 사회에서 시민들은, 숙의가 그들의 기관들을 창조하는 데 결정 요소가 되고, 그 기관들이 숙의가 계속되는 것을 허용하도록 구조화한다(structure).
3. 가치들의 정치조직체(the polity) 안에서 가치들과 목표들의 다원성을 존중하겠다는 약속(commitment)
4. 시민들은 숙의 절차를 적법성의 원천으로 간주하고, 각 법이 투명하고 그러한 숙의 과정을 쉽게 추적할 수 있는 정당화의 인과적 역사(causal history)를
5. 각 구성원은 다른 구성원들의 숙의 능력을 서로 인정하고 존중한다.

- 이것은 그 입법 절차에서, 우리가 우리의 제안들에 대한 근거들을 서로 “신세지고”(“owe”) 있다는 생각으로 해석된다.

코엔은 숙의 민주주의를 하나의 적법성 이론 이상으로 제시하면서, 그것을 중심으로 “이상적 숙의”(ideal deliberation)를 성취하는 데 기반한 실체적 권리들의 본체를 형성한다.
1. 그것은 두 가지 방식으로 자유롭다:
  1. 참여자들은 자신들 스스로를 오직 숙의의 결과와 전제조건들에 의해서만 의무를 지는 것으로 간주한다. 그들은 그 이전의 규범이나 의무의 어떤 권위로부터도 자유롭다.
  2. 참여자들은 이미 만들어진 결정에 따라 행동할(act on) 수 있다고 가정한다; 그 숙의 절차는 도달된 결정을 준수해야 할 충분한 근거이다.
2. 숙의에 참여하는 당사자들(Parties to deliberation)은 그들의 제안들에 관한 근거들을 진술해야 할 의무가 있다. 그리고 제안들은 주어진 근거들, 즉 그러한 숙의가 벌어지는 내용물로서 근거들에 기반해서 받아들여지거나 거부된다.
3. 참여자들은 두 가지 방식으로 동등(equal)하다.
  1. 공식: 누구나 제안들을 제출하고 비판하고 방안을 지지할 수 있다. 어떠한 실체적인 위계도 없다.
  2. 실체: 참여자들은 권력, 자원 어떤 분배 또는 이전에 존재하는 규범에 의해 제한 받거나 구속되지 않는다. “참여자들은 ••• 체제가 동등한 사람들 가운데 자유로운 숙의라는 틀을 수립하는 것을 제외하고, 자신들을 기존의 권리 체제에 의해 구속되지 않는 것으로 간주한다.
4. 숙의는 합리적으로 동기화 된 합의를 목표로 한다: 그것은 그러한 의사결정 체제에 책임을 질 것을 약속하는 모든 사람들에게 받아들여질 수 있는 근거들을 찾는 것을 목표로 한다. 합의나 또는 그와 충분히 가까운 것이 불가능하게 되었을 때, 다수결이 사용된다.

1998년 출판된 논문, ‘민주주의와 자유’(Democracy and Liberty)에서, 코엔은 이러한 많은 요점들을 강조하기 위해 되풀이하면서, 또한 “합리적 다원성”(reasonable pluralism)이라는 개념을 강조했다. – 서로 다르고 양립할 수 없는 세계관들의 수용, 그리고 이러한 관점들의 보유자들이 모두에게 받아들여질 수 있는 조건으로 함께 살아갈 수 있는 한 그것을 보장하려는 사려 깊은 노력과 선의의 중요성.

### 강점과 약점
숙의 민주주의 모델들의 강점은 그러한 모델들이 보다 더 쉽게, 과학적인 입장을 세우고 진행 중인 연구의 결과에 기반하여 정책을 마련할 수 있는 능력이 있다는 것이다. 그것은 다음과 같은 이유 때문이다:
- 모든 참여자들이 그 분야에 대해서 이해하고 토론할 수 있는 시간이 주어진다.
- 과학 동료들의 평가, 반대자들의 설명, 참조된 저널들, 심지어 경마시장들(betting markets)도 숙의적 절차이다.
- 다수파에 대한 반대 의견과 입장들을 기록하는데 사용되는 기술은 또한 내기, 예측, 주장들을 공증하는데 유용하다.

제임스 피어론(James Fearon)과 같은 지지자들에 따르면, 숙의 민주주의 모델들의 또 다른 강점은 공정성, 합리성, 관련 사실들에 대한 지식이라는 이상적 조건들을 발생시키는 경향을, 다른 어떤 모델보다 더 가지고 있다는 것이다. 보다 많은 조건들이 채워질수록 도덕적으로 보다 더 올바른 결정에 도달할 가능성이 커지게 된다. 그리하여 숙의 민주주의는 지적인(epistemic) 가치를 갖는다: 그것은 참여자들에게 도덕적으로 올바른 것이 무엇인가를 추론하도록 해준다. 카를로스 니노(Carlos Nino)는 이러한 관점을 두드러지게 전개해왔다.
제임스 피쉬킨과 다른 사람들에 의한 연구는 숙의 민주주의가 다른 민주주의 형태들보다 더 우수한 결과를 생산하는 경향이 있다는 것을 밝혀왔다. 숙의 민주주의는 반대하는 입장들에 대해 보다 적은 당파심과 보다 많은 공감을 생산한다; 그것은 입장보다 증거에 기반한 추론에 더 많은 존중을 만들어낸다; 그것은 거기에 포함된 사람들에 의해 만들어진 결정에 더 큰 책임감을 부여해준다; 그리고 그것은 폭넓게 공유된 합의가 출현할 수 있는 더 큰 가능성을 만들어내고, 그리하여 서로 다른 배경을 가진 사람들 사이에 사회적 유대를 증진하게 된다. 피쉬킨은 숙의에 참여함으로써 자주 이루어지는 공공의 활력 증가를 뒷받침하는 광범위한 경험적 근거들을 인용한다. 그리고 이론적 뒷받침을 존 스튜어트 밀(John Stuart Mill)과 알렉시스 드 토크빌(Alexis de Tocqueville)과 같은 민주주의 초기 사상가들까지 거슬러 올라갈 수 있다고 말한다. 전직 외교관 칸 로스(Carne Ross)는 2011년 숙의 민주주의로부터 떠오르는 논쟁들이 전통적인 비공식적 공개 주민 회의(town hall meetings)나 인터넷 포럼보다 더 더욱 시민적(civil)이고 협력적(collaborative)이고 증거에 기반해 있다고 쓴다. 로스에게 이것을 위한 핵심적인 근거는 숙의 민주주의에서 시민들은 그들의 논쟁이 사회에 측정할 수 있는 영향을 줄 것이라는 지식에 의해 자율권을 얻게 된다(empowered)는 것이다.
숙의 민주주의 이론들에 대해 거론되는 문제점은 투표의 문제들을 설명하지 못한다는 것이다. 제임스 피쉬킨의 1991년 저작, “민주주의와 숙의”(Democracy and Deliberation)는 숙의 민주주의 이론을 실제 현실의 의사결정에 적용하는 방법을 도입했다. 그는 그러한 방법을 숙의 여론조사(deliberative opinion poll)이라고 불렀다. 숙의 여론조사에서는, 보다 진전된 숙의 조건 하에서 이슈를 토론하기 위해 국가나 지역사회를 통계적으로 대표하는 표본이 수집된다. 그 다음에 집단이 조사되고, 그 조사 결과와 실제 숙의는 권고적 힘과 특정 상황에서 투표를 대체하는 데 모두 사용될 수 있다. 이 책이 출판된 이래로 수십 차례의 숙의 여론조사들이 미국에서 실행되어왔다.
정치 철학자 찰스 블랫버그(Charles Blattberg)는 네 가지 측면에서 숙의 민주주의를 비판해왔다: (i) 사려 깊은 이론가들이 단언하는 숙의를 위한 규칙들은 좋은 실천적 추론을 용이하게 하기보다는 방해한다; (ii) 숙의 민주주의는 이데올로기적으로 의회 민주주의 체제에 대한 공화주의뿐만 아니라 자유주의 선호에 기반한다; (iii) 숙의 민주주의자들은 한편으로는 올바르고 이성적인 숙의와 다른 한편으로는 이기적이고 강제적인 협상 사이에 너무 날카로운 분할을 주장한다. (iv) 숙의 민주주의자들은, 시민들 사이에 연대를 약화시키는, 국가와 사회의 적대적인 관계를 조장한다.
숙의 민주주의에 대한 비판은 수사에 가장 숙달된 사람들이 자기에게 유리한 쪽으로 결정을 좌지우지할 가능성이 있다는 것이다. 이러한 비판은 숙의 민주주의가 고대 아테네에서 처음 시작된 이래로 제기되어 왔던 것이다.

## 같이 보기
- 숙고집회
- 배심제
- 사전동의
- 참여 민주주의

## 참고 문헌
- Bessette, Joseph (1980) "Deliberative Democracy: The Majority Principle in Republican Government," in How Democratic is the Constitution?, Washington, D.C., AEI Press. pp. 102–116.
- Bessette, Joseph, (1994) The Mild Voice of Reason: Deliberative Democracy & American National Government Chicago: University of Chicago Press.
- Blattberg, C. (2003) "Patriotic, Not Deliberative, Democracy" Critical Review of International Social and Political Philosophy 6, no. 1, pp. 155–74. Reprinted as ch. 2 of Blattberg, C. (2009) Patriotic Elaborations: Essays in Practical Philosophy. Montreal and Kingston: McGill-Queen's University Press.
- Burke, Edmund (1854). 《The Works of the Right Honourable Edmund Burke》. London: Henry G. Bohn.
- Cohen, J. (1989) "Deliberative Democracy and Democratic Legitimacy" (Hamlin, A. and Pettit, P. eds.), The Good Polity. Oxford: Blackwell. pp. 17–34
- Cohen, J. (1997) "Deliberation and Democratic Legitimacy" (James Bohman & William Rehg eds.) Deliberative Democracy: Essays on Reason and Politics (Bohman, J. and Rehg, W. eds.).
- Dryzek, John (2010). 《Foundations and Frontiers of Deliberative Governance》. Oxford University Press. ISBN 0-19-956294-6.
- Elster, Jon (editor) (1998). 《Deliberative Democracy (Cambridge Studies in the Theory of Democracy)》. Cambridge University Press. ISBN 0-521-59696-3.
- Fishkin, James (2011). 《When the People Speak》. Oxford University Press. ISBN 978-0-19-960443-2.
- Leibj, Ethan J. "Can Direct Democracy Be Made Deliberative?", Buffalo Law Review, Vol. 54, 2006
- Nino, C. S. (1996)The Constitution of Deliberative Democracy. New Haven: Yale University Press. [ISBN 0-300-07727-0]
- Ross, Carne (2011). 《The Leaderless Revolution: How Ordinary People Can Take Power and Change Politics in the 21st Century》. Simon & Schuster. ISBN 1-84737-534-0.
- Smith, Graham (2003). 《Deliberative Democracy and the Environment (Environmental Politics)》. Routledge. ISBN 0-415-30940-9.
- Steenhuis, Quinten. (2004) "The Deliberative Opinion Poll: Promises and Challenges". Carnegie Mellon University. Unpublished thesis. Available Online 보관됨 2005-03-08 - 웨이백 머신
- Talisse, Robert, (2004) Democracy after Liberalism Publisher: Routledge [ISBN 0-415-95019-8]
- Uhr, J. (1998) Deliberative Democracy in Australia: The Changing Place of Parliament, Cambridge: Cambridge University Press [ISBN 0-521-62465-7]